# 가네이시성

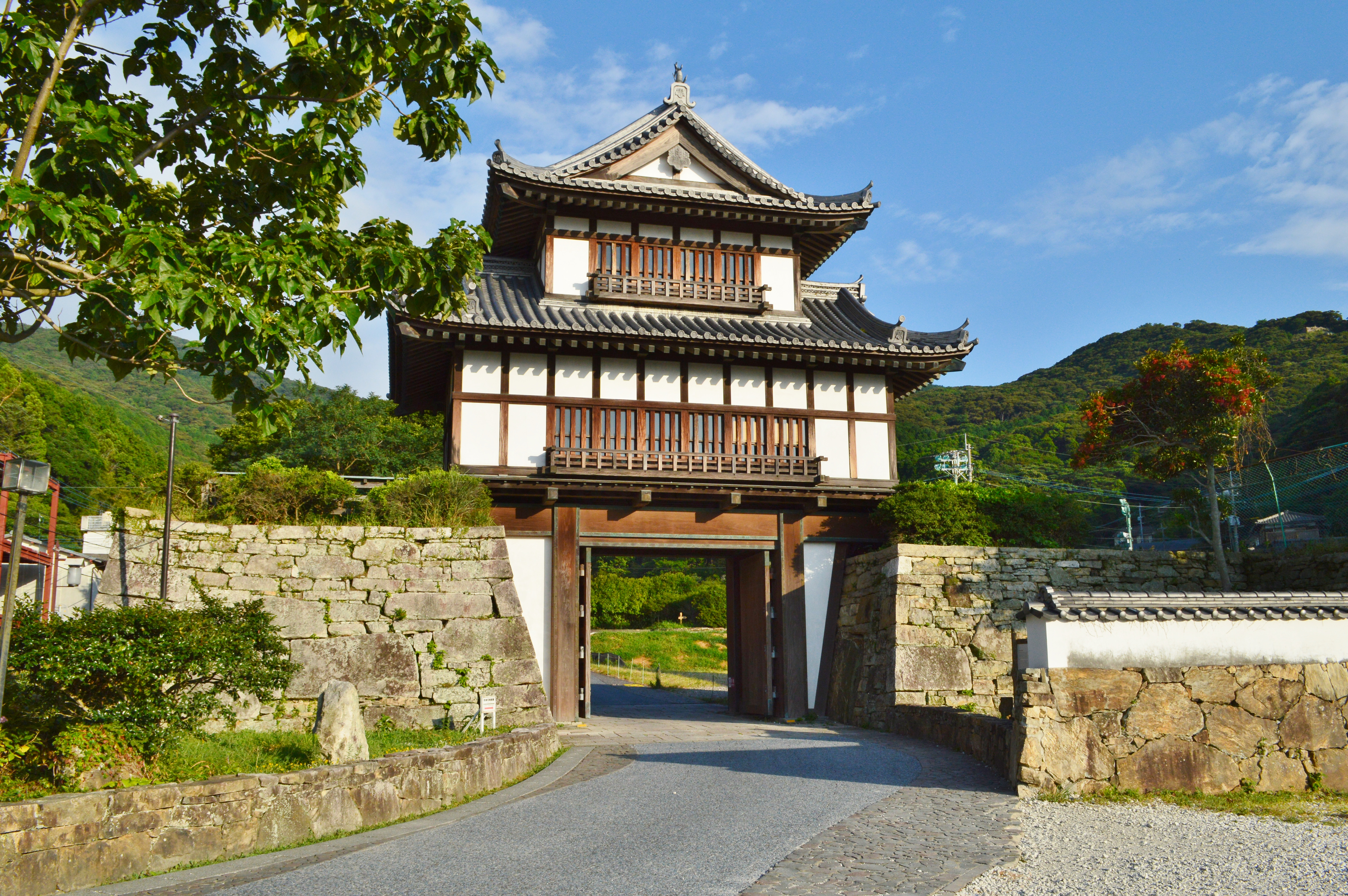

가네이시성(일본어: 金石城)는 일본 나가사키현 쓰시마시 이즈하라 정에 있는 성으로, 북동쪽에 인접한 산바라 성과 합쳐 이즈하라 성으로도 불리고 있다.

## 개요
가네이시 성은 임진왜란 때 축성된 시미즈 산성의 기슭에 위치한 평성으로 쓰시마 후추 번주 소 가문의 거성이다. 기네이시노야카타(金石屋形)로 불리는 거관이지만, 조선통신사를 맞이하기 위해 근세 성곽으로 개축되었다고 한다. 석벽과 해자가 조성되었지만, 천수는 세우지 않고, 오테 문에 2층의 망루를 세워 천수 대용으로 삼았다.
현재는 다이쇼 시대 해체된 오테 문이 고 사진과 문헌을 토대로 목조로 복원되었고, 1988년 태풍으로 도파된 산바라 성의 오테 문(통칭 고라이 문)이 이축 복원되어 있다. 성터는 국가 사적으로 지정되었으며, 성터에 조성된 정원이 국가 명승지로 지정되어 있다.